# Carcelia nitidiventris
Carcelia nitidiventris är en tvåvingeart som först beskrevs av Jacques-Marie-Frangile Bigot 1889.  Carcelia nitidiventris ingår i släktet Carcelia och familjen parasitflugor. Inga underarter finns listade i Catalogue of Life.